# Carol Kuhlthau
Carol Collier Kuhlthau (2 de diciembre de 1937) es una bibliotecaria, documentalista e informatóloga estadounidense, estudiosa del comportamiento humano en la búsqueda de información y autora de un modelo que lleva su nombre.

## Biografía
Nacida en Nuevo Brunswick, estado de Nueva Jersey (EE. UU.), se licenció en la Universidad de Kean en 1959, realizando una maestría en Biblioteconomía en 1974 en la Universidad Rutgers y doctorándose más tarde en 1983. En ese mismo centro fue la coordinadora durante más de 20 años de un máster en Biblioteconomía y Documentación Científica, además de profesora emérita a partir de 2006.
Fue fundadora del Center for Internacional Scholarship in School Libraries.

## Proceso de búsqueda de información
Kuhlthau comenzó a interesarse por el comportamiento humano y las estrategias de búsqueda de información. Realizó un estudio de campo en diversas bibliotecas con alumnos en 1989. Dos años después publicó el primer estudio sobre el proceso de búsqueda de información que se denominó Modelo Kuhlthau. En él, Kuhlthau detallaba cómo los estudiantes tenían todavía serias problemas para traducir los conocimientos que poseían sobre el (los) tema(s) concretos a investigar, a la materialización en una búsqueda satisfactoria.
Para resolver este punto (al que Kuhlthau denominó problema de información), diseñó una estrategia basada en seis pasos o etapas sucesivas pero que, en ningún caso, serían de obligado cumplimiento; es decir, se tomarían de manera flexible en función de las habilidades del usuario, del sistema bibliotecario empleado, tipología documental requerida, etc.
Un aspecto importante es el factor humano. Kuhlthau concluyó que el estado de ánimo de los alumnos influía en cómo elaboraba la búsqueda.
Los seis pasos serían:
- 1.- Inicio: el usuario tiene una necesidad de información. Aquí, la autor considera que la incertidumbre es un elemento negativo en la obtención de sus propósitos.
- 2.- Selección del tema: es un primer paso de concreción sin llegar a ser definitivo pues sus ideas todavía son demasiado vagas.
- 3.- Exploración: comienza a manejar el sistema bibliotecario-documental con esas ideas endebles. En esta etapa es común el replanteamiento de la investigación.
- 4.- Delimitación del tema: con la documentación reunida, el usuario comienza a visualizar el objetivo de información conseguido.
- 5.- Selección de la información: ya tiene claro la investigación y comienzan a utilizar las herramientas documentales de manera provechosa.
- 6.- Conclusión de la búsqueda: el usuario da por cerrada la tarea, siente alivio y acumula nuevo conocimiento y confianza para abordar próximas
- 7.- Redacción del documento final: da totalmente por finalizado el trabajo cuando se presenta frente a la clase o frente al público su investigación.

búsquedas.
Sin embargo, este modelo ha quedado enfocado para alumnos escolares o de instituto, quedando desfasado para universitarios o investigadores.

## Obras y premios
Carol Kuhlthau es autora de numerosas monografías y artículos, destacando: 
- Guided Inquiry: Learning in the 21st Century (2007) en coaturía con Leslie Maniotes y Ann Caspari.
- Seeking Meaning: A Process Approach to Library and Information Services (2004)
- Teaching the Library Research Process (1994, 2004)

Kuhlathau ha sido galardonada con numerosos premios en el ámbito de la Información y Documentación, destacando el Premio Jesse Shera  en 1989 y el Premio ASIST al Mérito Académico en 2013, otorgados por la American Library Association y la American Society for Information Science and Technology respectivamente.